# Die Tagespost (Potsdam)
Die Tagespost war eine unabhängige Tageszeitung in Potsdam von 1946 bis 1951.

## Geschichte
Am 11. Juli 1946 erschien die erste Ausgabe der Tagespost. Chefredakteur war Franz Steiner (vorher Chefredakteur in Königsberg), Leiter der Lokalredaktion Hans Hupfeld und Leiter der Kulturredaktion Peter Nell. Der dazugehörige Verlag von Franz Steiner und Willy Linke lag in der Schopenhauerstraße 26 (er druckte auch Potsdamer Adressbücher).
Die Tagespost war eine von sechs unabhängigen Tageszeitungen in der Sowjetischen Besatzungszone. Sie war vor allem eine Lokalzeitung, die ausführlich über das Leben in Potsdam berichtete. Daneben gab es Nachrichten  über internationale Ereignisse, über Wirtschaft, Sport und Kultur. Die Tagespost erschien täglich außer montags. Sie hatte anfangs vier Seiten und kostete 15 Pfennig.
Am 31. März 1951 musste die Zeitung im Zuge der Zentralisierung des Pressewesens ihr Erscheinen einstellen. In dieser letzten Ausgabe schrieb sie:

„Die interessierte Mitarbeit ihres immer größer werdenden Leserkreises und das Echo, das sie in der breitesten Öffentlichkeit fand, zeugen von dem Erfolg ihrer Arbeit“

Die Neue Zeit lobte am 8. April 1951:

„Die „Tagespost“ war vom ersten bis zum letzten Tage eine ausgesprochen volkstümliche Zeitung (...). Steiner [hat] das Schiff der „Tagespost“ mit der souveränen und humorvollen Sicherheit des großen Könners durch alle Stürme gesteuert.“

Nachfolgerin wurden die  Brandenburgischen Neuesten Nachrichten, als Regionalzeitung der NDPD, die seit dem 1. Mai 1951 mit dem  Untertitel Tagespost für Potsdam und die Mark erschien. Sie übernahm einen Teil der Redaktion. Seit 1991 heißt sie Potsdamer Neueste Nachrichten.